# Nicolás Ferreira
Michael Nicolás Ferreira Berrondo (Montevideo, 7 febbraio 2002) è un calciatore uruguaiano, attaccante del Montevideo Wanderers.

## Carriera
Ferreira è cresciuto nel settore giovanile del Montevideo Wanderers, con cui ha firmato il primo contratto professionistico il 10 dicembre 2021. Ha debuttato in prima squadra il 18 aprile 2022 nell'incontro di Primera División vinto 3-1 contro il Rentistas, dove ha anche segnato il suo primo gol in carriera.

## Statistiche

### Presenze e reti nei club
Statistiche aggiornate al 5 maggio 2024.
| Stagione        | Squadra              | Campionato      | Campionato | Campionato | Coppe nazionali | Coppe nazionali | Coppe nazionali | Coppe continentali | Coppe continentali | Coppe continentali | Altre coppe | Altre coppe | Altre coppe | Totale | Totale | Totale |
| Stagione        | Squadra              | Comp            | Pres       | Reti       | Comp            | Pres            | Reti            | Comp               | Pres               | Reti               | Comp        | Pres        | Reti        | Pres   | Reti   |        |
| --------------- | -------------------- | --------------- | ---------- | ---------- | --------------- | --------------- | --------------- | ------------------ | ------------------ | ------------------ | ----------- | ----------- | ----------- | ------ | ------ | ------ |
| 2022            | Montevideo Wanderers | PD              | 28         | 5          | CU              | 1               | 0               | CS                 | 4                  | 0                  |             | -           | -           | 33     | 5      |        |
| 2023            | Montevideo Wanderers | PD              | 17         | 2          | CU              | 0               | 0               |                    | -                  | -                  |             | -           | -           | 17     | 2      |        |
| 2024            | Montevideo Wanderers | PD              | 11         | 3          | CU              | 0               | 0               | CS                 | 1                  | 0                  |             | -           | -           | 12     | 3      |        |
| Totale carriera | Totale carriera      | Totale carriera | 56         | 10         |                 | 1               | 0               |                    | 5                  | 0                  |             | -           | -           | 62     | 10     |        |